# Adalberto Martínez
Adalberto Martínez Flores (ur. 8 lipca 1951 w Asuncion) – paragwajski duchowny rzymskokatolicki, arcybiskup metropolita Asunción od 2022, przewodniczący Konferencji Episkopatu Paragwaju, kardynał od 2022.

## Życiorys
Święcenia kapłańskie przyjął 24 sierpnia 1985. Początkowo pracował w amerykańskiej diecezji Saint Thomas, gdzie pomagał w formacji seminarzystów. W 1993 powrócił do Paragwaju i został inkardynowany do archidiecezji Asunción. Był m.in. sekretarzem generalnym diecezjalnego synodu, asystentem kościelnym miejscowego Radia Caritas oraz duszpasterzem młodzieży.

### Episkopat
14 sierpnia 1997 został mianowany przez papieża Jana Pawła II biskupem pomocniczym archidiecezji Asunción i biskupem tytularnym Tatilti. Sakry biskupiej udzielił mu 8 listopada tegoż roku ówczesny ordynariusz tejże archidiecezji, abp Felipe Santiago Benitez Avalos.
18 maja 2000 został prekonizowany pierwszym biskupem San Lorenzo, zaś 19 lutego 2007 został przeniesiony na stolicę biskupią San Pedro. W 2011 został wybrany sekretarzem generalnym Konferencji Episkopatu Paragwaju (funkcję tę pełnił do 2015).
14 marca 2012 papież Benedykt XVI mianował go ordynariuszem polowym Paragwaju.
23 czerwca 2018 papież Franciszek mianował go ordynariuszem diecezji Villarrica del Espíritu Santo.
17 lutego 2022 został mianowany arcybiskupem metropolitą Asunción.
9 listopada 2018 został wybrany przewodniczącym Konferencji Episkopatu Paragwaju.
29 maja 2022 podczas modlitwy Regina Coeli papież Franciszek ogłosił jego nominację kardynalską. 27 sierpnia Flores został kreowany kardynałem prezbiterem i otrzymał kościół tytularny San Giovanni a Porta Latina. Brał udział w konklawe 2025, które wybrało papieża Leona XIV.